# WTA Poland Open
Il WTA Poland Open è stato un torneo di tennis femminile della categoria WTA 250 che si giocava su terra rossa a Varsavia in Polonia. Il torneo è stato creato trasferendo oltremare la licenza WTA del torneo di Washington per opera della società Octagon. La prima edizione è stata disputata a Gdynia nel luglio 2021, mentre nel 2022 il torneo è stato ricollocato a Varsavia. Nel 2023 il torneo è stato giocato sui campi in cemento, ed è stata l'ultima edizione disputata prima della soppressione del torneo. Nonostante la licenza prevedesse altri due anni di gare, l'evento ha riscontrato delle difficoltà organizzative, come dichiarato dal co-organizzatore Tomasz Świątek, padre delle n.1 mondiale Iga Świątek, compresa la collocazione in calendario, in mezzo ai due swing su erba europea e su cemento americano.

## Albo d'oro

### Singolare
| Anno | Categoria | Campionessa      | Finalista       | Punteggio   |
| ---- | --------- | ---------------- | --------------- | ----------- |
| 2021 | WTA 250   | Maryna Zanevs'ka | Kristína Kučová | 6–4, 7–6(4) |
| 2022 | WTA 250   | Caroline Garcia  | Ana Bogdan      | 6–4, 6–1    |
| 2023 | WTA 250   | Iga Świątek      | Laura Siegemund | 6–0, 6–1    |

### Doppio
| Anno | Categoria | Campionesse                          | Finaliste                              | Punteggio        |
| ---- | --------- | ------------------------------------ | -------------------------------------- | ---------------- |
| 2021 | WTA 250   | Anna Danilina (1) Lidzija Marozava   | Kateryna Bondarenko Katarzyna Piter    | 6–3, 6–2         |
| 2022 | WTA 250   | Anna Danilina (2) Anna-Lena Friedsam | Katarzyna Kawa Alicja Rosolska         | 6–4, 5–7, [10–5] |
| 2023 | WTA 250   | Heather Watson Yanina Wickmayer      | Weronika Falkowska Katarzyna Piter (2) | 6–4, 6–4         |